# Кодайра Нао
Кодайра Нао (яп. 小平 奈緒, 26 травня 1986) - японська ковзанярка, олімпійська чемпіонка та медалістка Олімпійських ігор, дворазова чемпіонка світу та срібна призерка в спринтерському багатоборстві, дворазова чемпіонка світу та призерка на окремих дистанціях, дворазова чемпіонка та бронзова призерка Азійських ігор.

## Спортивна кар'єра
Кодайра розпочала виступи на міжнародній арені в сезоні 2006/2007. Вона, разом із подругами із збірної Японії, виборола срібні медалі Олімпіади у Ванкувері у 2010 році в командній гонці переслідування та срібло на Олімпіаді у Пхьончхані в індивідуальній гонці на 1000 м. 
Золоту олімпійську медаль та звання олімпійської чемпіонки Кодайра виборола в Пхьончхані на дистанція 500 м.